# 松竹セントラル
松竹セントラル（しょうちくセントラル・SHOCHIKU CENTRAL）とは、1956年（昭和31年）9月15日から1999年（平成11年）2月11日まで東京都中央区築地一丁目にあった映画館。
松竹が運営しており、松竹系のチェーンマスター館であった。現在、跡地には銀座松竹スクエアが建っている。

## 歴史・概要
松竹本社のお膝元にあった松竹系の映画館。丸の内ピカデリー、丸の内松竹（後の丸の内プラゼール、現在は丸の内ピカデリーDolby CINEMA）、東劇（東京劇場）と同様、銀座・有楽町地区の松竹系のチェーンマスター館であった。
1956年9月15日、松竹の本社が入居する松竹会館の竣工と同時に松竹会館内に開業。こけら落としはスペンサー・トレイシー主演の『山』。開業当初は洋画系ロードショー館の松竹セントラル劇場、松竹配給の邦画を上映する松竹中央劇場、東宝系の映画を上映する築地東宝、名画を上映する松竹名画座の4館があり、4階には100畳敷きの稽古場が設けられていた。
1966年ごろには4館あった映画館が3館になり、松竹セントラル、築地日活、築地大映の3館になる。
1975年ごろにはキャパ1000を超える洋画系の松竹セントラル、キャパ400程度の邦画系の銀座松竹劇場、キャパ200席程度のアート系上映館の銀座ロキシーがあった。松竹セントラルでは1970年代から1980年代にかけて『スティング』『タワーリング・インフェルノ』『ジョーズ』『スーパーマン』『ブレードランナー』『E.T.』『戦場のメリークリスマス』『グレムリン』『グーニーズ』等の大作・話題作を多数輩出した。
1985年春、銀座ロキシーは松竹シネサロンに名称変更し、名画座として特集上映企画を開催。それから2年半後の1987年10月3日、有楽町マリオン新館内に丸の内ルーブルと丸の内松竹が新設されたことにより、松竹セントラルは渋谷パンテオンから渋谷東急系列へとチェーンを鞍替えし、『あぶない刑事シリーズ』『魔女の宅急便』『天と地と』等東映洋画系の作品も上映するようになる。翌1988年12月に全スクリーンを松竹セントラル1・2・3に名称統一し、セントラル3は小規模系のロードショー作品上映へとシフトする。
1990年代には『羊たちの沈黙』『ツイン・ピークス/ローラ・パーマー最期の7日間』『トゥルー・ロマンス』『河童』『ショーシャンクの空に』『新世紀エヴァンゲリオン劇場版 シト新生』『新世紀エヴァンゲリオン劇場版 Air/まごころを、君に』等のヒットもあったが、1998年1月の奥山融社長と奥山和由取締役解任に伴う松竹の体制変更や、銀座方面の再開発も重なり、1999年2月11日付で松竹セントラル3スクリーンを全て閉館。松竹の本社機能は東劇ビルへと移され、42年半近い歴史の幕を閉じた。その後2002年（平成14年）10月、松竹会館跡地に地上23階・地下2階建ての銀座松竹スクエアが竣工し、現在に至る。

## 各映画館の概要

### 松竹セントラル→松竹セントラル1
定員1,156席の大劇場。主に松竹東急系の洋画を上映。緞帳には山下清の「両国の花火」があしらわれ、入口ロビー内には岡本太郎の壁画「青春」が展示されていた。渋谷パンテオンや新宿ミラノ座などとチェーンを組み数々のヒット作を輩出。閉館後ここで上映してた作品は隣にあった東劇でも上映された。かつてはスーパーシネラマ方式での上映を行なっていたまた、松竹セントラル2が大映系の封切り館であった時代は松竹系邦画のチェーンマスター館となっていた。

### 松竹中央劇場→銀座大映→銀座松竹→松竹セントラル2
定員417席、松竹系の邦画作品を上映。新宿ピカデリーなどとチェーンを組み、男はつらいよなどの名作のチェーンマスター館となった。一時期銀座大映として大映系の映画を上映。

### 松竹名画座→銀座日活→銀座ロキシー→松竹シネサロン→松竹セントラル3
定員185席、シネマスクエアとうきゅうなど同様アート系作品やミニシアター系作品や松竹系の洋画を上映。一時期銀座日活として日活系の映画を上映。

### 築地東宝
座席数詳細不明。東宝系の映画館であった。